# OneAsia Tour 2010
De OneAsia Tour 2010 was het tweede seizoen van de OneAsia Tour. Het seizoen begon in april met het Luxehills Chengdu Open en eindigde met het Australian PGA Championship in december. Er stonden tien toernooien op de kalender.

## Kalender
| Data  | Data  | Toernooi                                  | Stad                       | Winnaar           | Score | Score | Info           |
| ----- | ----- | ----------------------------------------- | -------------------------- | ----------------- | ----- | ----- | -------------- |
| 16-04 | 19-04 | Luxehills Chengdu Open                    | Chengdu                    | Wenchong Liang po | 267   | –21   | Nieuw toernooi |
| 15-04 | 18-04 | Volvo China Open                          | Peking                     | Y.E. Yang         | 273   | –15   |                |
| 06-05 | 09-05 | GS Caltex Maekyung Open Golf Championship | Seoel                      | Dae-hyun Kim      | 270   | –18   |                |
| 20-05 | 23-05 | SK Telecom Open                           | Incheon                    | Sang-moon Bae     | 266   | –22   |                |
| 27-03 | 30-03 | Indonesian Open                           | Serpong, Tangerang         | Michael Hendry    | 269   | –19   |                |
| 26-08 | 29-08 | Thailand Open                             | Thailand                   | Wenchong Liang    | 270   | –18   |                |
| 07-10 | 10-10 | Kolon-Hana Bank Korean Open               | Mokchun-ebu, Choongnam     | Y.E. Yang         | 280   | –4    |                |
| 14-10 | 17-10 | The Midea China Classic                   | Beijao                     | Kim Felton        | 272   | –12   |                |
| 02-12 | 05-12 | Australian Open                           | Sydney, New South Wales    | Geoff Ogilvy      | 269   | –19   |                |
| 09-12 | 12-12 | Australian PGA Championship               | Sunshine Coast, Queensland | Peter Senior po   | 276   | –12   |                |

| po = winnaar na play-off |

## Order of Merit
De Order of Merit van dit seizoen werd gewonnen door de Chinees Wenchong Liang.
| Nr. | Naam           | Prijzengeld ($) |
| --- | -------------- | --------------- |
| 1   | Wenchong Liang | 560.736,57      |
| 2   | Dae-hyun Kim   | 272.154,31      |
| 3   | Michael Hendry | 247.092,71      |